# Pit Müller
Hans-Peter „Pit“ Müller (* 26. Mai 1942 in Lüneburg; † 21. Februar 2017) war ein deutscher Jazzmusiker (Kornett, Trompete).
Müller machte eine Lehre als Instrumentenbauer und spielte zunächst Posaune, bevor er zum Kornett wechselte. Er leitete eigene Bands wie Pit Müllers Jazz Haufen, Status Quo und S’Pit Fire. Zwischen 1982 und 1994 gehörte er der Allotria Jazzband an, mit der er diverse Alben veröffentlichte. Dann trat er mit den Bavarian Jazz Cats auf (Bei Dir war es immer so schön, 1997) und leitete Pit Müllers Hot Stuff. Er spielte auch mit Peanuts Hucko, Harold Ashby, Jimmie Rivers, Billy Butterfield, Trummy Young, Warren Vaché, Joe Newman oder Major Holley.

## Lexikalische Einträge
- Jürgen Wölfer: Jazz in Deutschland. Das Lexikon. Alle Musiker und Plattenfirmen von 1920 bis heute. Hannibal, Höfen 2008, ISBN 978-3-85445-274-4.